# Jim Antoine
James L. Antoine (né en 1949 à Fort Simpson) est un homme politique des Territoires du Nord-Ouest au Canada. Il est Député à l'Assemblée législative des Territoires du Nord-Ouest de 1991 à 2003 et agit comme huitième premier ministre du territoire de 1998 à 2000. Il est également chef de la Première nation Liidlii Kue à quatre reprises des années 1970 à 2012.

## Biographie
James L. Antoine est né à Fort Simpson dans les Territoires du Nord-Ouest en 1949. Il fait ses études postsecondaires à l'université du Wisconsin et à l'Université de Lethbridge et obtient un certificat en gestion en 1988. Avant d'occuper la fonction de chef de la Première nation Liidlii Kue, il exploitait une petite entreprise privée dans sa ville natale.

### Carrière politique
Antoine est élu pour la première fois à l'Assemblée législative des Territoires du Nord-Ouest lors des élections générales de 1991. Il est réélu une deuxième fois en 1995, par acclamation, et choisi pour entrer au cabinet avec les portefeuilles des Travaux publics et Services, des Transports et des Affaires autochtones.

#### Premier ministre
Antoine est élu premier ministre par ses pairs en plein milieu de la 13e législature des Territoires du Nord-Ouest, le 10 décembre 1998. Il bat ainsi Stephen Kakfwi qui s'était également présenté pour la fonction. Antoine remplace donc le premier ministre par intérim Goo Arlooktoo, qui avait été nommé après la démission du premier ministre Don Morin en raison d'allégations de conflits d'intérêts.
Antoine se présente pour un troisième mandat aux élections générales de 1999 et bat deux autres candidats, dont l'ancien député provincial William Lafferty, avec plus de 60 % des voix.
Antoine est premier ministre lors de la création du Nunavut, réalisée à partir de la moitié est des Territoires du Nord-Ouest. Il ne se représente toutefois pas au poste de premier ministre et est plutôt nommé au cabinet. Il effectue donc son mandat comme ministre avant de se retirer de la politique lors de la dissolution de l'Assemblée en 2003.

### Première nation de Liidlii Kue
Antoine est chef de la Première nation de Liidlii Kue à quatre reprises : de 1974 à 1977, de 1979 à 1985, de 1989 à 1991 et de 2009 à 2012. Il quitte cependant son poste en 1991 pour se présenter comme député territorial,.